# ماري روز جيلارد
ماري روز جيلارد (بالفرنسية: Marie-Rose Gaillard)‏ مواليد 19 أبريل 1944 في لييج، هي دراج بلجيكية سابقة.

## سجل النتائج

### سباقات أو مراحل فازت بها
- بطولة العالم لسباق الدراجات على الطريق

## الميداليات
| الميدالية | المسابقة                                    |
| --------- | ------------------------------------------- |
| ذهبية     | بطولة العالم لسباق الدراجات على الطريق 1962 |

## روابط خارجية
- ماري روز جيلارد على موقع أرشيف الدراجات (الإنجليزية)
- ماري روز جيلارد على موقع إحصائيات الدراجات الإحترافية (الإنجليزية)
- ماري روز جيلارد على موقع CycleBase (الإنجليزية)